# Paragia concinna
Paragia concinna är en stekelart som beskrevs av Smith 1868. Paragia concinna ingår i släktet Paragia och familjen Masaridae. Inga underarter finns listade i Catalogue of Life.